# Imperatriz Alvinegra
Grêmio Recreativo Cultural Escola de Samba Imperatriz Alvinegra é uma escola de samba de São Vicente.

## História
Hoje é resultado da união  do GRES Camisa Alvinegra e GRES Imperatriz da Ilha, ambas de São Vicente. Como Camisa Alvinegra participou do Carnaval Regional em 2006. Em 2009, participou como escola pleiteante em Santos, juntamente com a Vila Mathias e a Mocidade Dependente, sendo aprovada. Nesse ano, seu enredo foi o Zodíaco, com ênfase nas quatro estações, lua e estrelas. Disputou o grupo de acesso em 2010, trazendo em seu enredo uma temática infantil, sendo a quarta colocada, com 168,75 pontos.
Já em 2011, a Camisa Alvinegra foi a segunda a desfilar, com 650 componentes, 12 alas e três carros alegóricos, feitos por profissionais de Parintins.
Em 2019, apesar de campeã do Grupo 1, não conseguiu o número de pontos para o acesso de grupo.

## Segmentos

### Presidentes
| Nome           | Mandato        | Ref. |
| -------------- | -------------- | ---- |
| Arlete Carauba | ? - atualidade |      |

### Diretores
| Ano  | Diretor de Carnaval | Diretor geral de harmonia | Mestre de bateria | Ref.  |
| ---- | ------------------- | ------------------------- | ----------------- | ----- |
| 2015 | Paulimho            |                           | Peter Pan         | [ 9 ] |
| 2016 | Carauba             |                           |                   |       |

### Coreógrafo
| Ano  | Nome    | Ref. |
| ---- | ------- | ---- |
| 2016 | matheus |      |

### Casal de Mestre-sala e Porta-bandeira
| Período | Casal                       | Ref.  |
| ------- | --------------------------- | ----- |
| 2016    | De Brito e Marcia           | [ 9 ] |
| 2017    | Kinho e Marcia              |       |
| 2018    | Beisso Prette e Alexia Lima |       |
| 2019    | Rafael Santos e Larissa     |       |
| 2020    | Kinho e Marcia              |       |

### Rainhas de bateria
| Período | Nome             | Ref. |
| ------- | ---------------- | ---- |
| 2016    | Selminha Sorriso |      |

## Carnavais
| Ano  | Colocação | Grupo                  | Enredo | Carnavalesco         | Intérprete   | Ref    |
| ---- | --------- | ---------------------- | --- | -------------------- | ------------ | ------ |
| 2004 | 1o.       | Pleiteante São Vicente | VEM JOGAR COMIGO UMA PARTIDA DE XADREZ |                      |              |        |
| 2005 | 4o.       | Grupo 1B São Vicente   | |                      |              |        |
| 2006 | 3o.       | pleiteante São Vicente | Maranhão sou eu! |                      |              |        |
| 2007 | 4°. Lugar | Grupo 1B São Vicente   | |                      |              |        |
| 2008 |           |                        | |                      |              |        |
| 2009 | 3º. Lugar | Pleiteantes            | Desvendando os mistérios dos zodíacos! (Compositores: Fernando Negrão, Gustavo Santos e Juninho de Paula)                                     | Comissão de Carnaval | André        |        |
| 2010 | 4º. Lugar | Acesso                 | É muito bom ser criança! (Compositores: Fernando Negrão, Ceno do Cavaco, Gustavo Santos e Imperial)                                           | Comissão de Carnaval | Lelo Garoto  |        |
| 2011 | 4º. Lugar | Acesso                 | Ciência ou magia, que aborda a alquimia! (Compositores: Ademarzinho, Makumbinha, Paulinho Chiclete, Paulinho da Magia e Toninho 44)           | Comissão de Carnaval | Carlinhos    |        |
| 2012 | 4º. Lugar | Acesso                 | Loucos por carnaval. (Compositores: Paulo da Magia, Makumba, Makumbinha, Ademarzinho do Cavaco, Vitor Santos, Paulinho Chiclete e Toninho 44) | Comissão de Carnaval | Carlinhos    |        |
| 2013 | 5º. Lugar | Acesso                 | Lendas e costumes do folclore brasileiro! (Compositores: Mosquito, Elton, Renanzinho Samba Diferente, Carlinhos e Bê)                         | Comissão de Carnaval | Carlinhos    |        |
| 2014 | 3º. Lugar | Acesso                 | Preservação: Vista esta camisa! (Compositores: Rubens Gordinho e Jota R)                                                                      | Comissão de Carnaval | Seu Carlos   |        |
| 2015 | 5º. Lugar | Acesso                 | O relógio em tempo de evolução! (Compositores: Gilson Caffé, Carauba, Hermes Sobral e Sandro Simões)                                          | Comissão de Carnaval | Gilson Caffé | [ 9 ]  |
| 2016 | 3°.Lugar  | Grupo 1                | Luz, câmera, ação! Curta Santos |                      |              |        |
| 2017 | 4°. Lugar | Grupo 1                | Ciranda das mãos, uma overdose de emoção |                      |              |        |
| 2018 | 3°. Lugar | grupo 1                | Tom da minha vida!Tom do meu país! A maior emoção da Imperatriz                                                                               |                      |              |        |
| 2019 | campeã    | Grupo 1                | A Benção dos Orixás, Aláfia |                      |              |        |
| 2020 | 2.º lugar | Grupo 1                | Ganhei mas não levei |                      |              | [ 10 ] |
| 2023 | 3° lugar  | Acesso                 | A Imperatriz vai te EmBará |                      |              |        |
| 2024 | 6° Lugar  | Acesso                 | Uma Epopeia Gloriosa - X9 A Pioneira | J. Muniz Jr.         |              |        |